# Фридрих IV (герцог Австрии)
Фри́дрих IV (нем. Friedrich IV., также Фри́дрих II нем. Friedrich II. при нумерации с Фридриха Красивого; 10 [18] февраля 1327 — 11 [19] декабря 1344, Нойберг-ан-дер-Мюрц, Штирия, Герцогство Австрия) — титулярный герцог Австрии, Штирии и Каринтии c 1339 года (совместно с младшим братом Леопольдом II и дядей Альбрехтом II) из династии Габсбургов.

## Биография
В 1337 году Фридрих был отдан на воспитание своей тётке, овдовевшей венгерской королеве Агнес, проживавшей в монастыре Кёнигсфельден. С 1339 года он жил в замке Ленцбурга. В 1339 году он объявил о претензиях на Нижнюю Баварию как на наследственную землю своей матери Елизаветой. Однако император Священной 
Римской империи Людвиг IV отклонил его притязания. Предполагалось, что он женится на принцессе Иоанне, дочери английского короля Эдуарда III. Это обещание, данное Эдуардом III в 1337 году, было отложено, поскольку оба были молоды для бракосочетания. Смерть Фридриха в раннем возрасте в 1344 году окончательно помешала браку. Однако, по другим данным, Эдуард III отказался от этого обещания из-за невыполнения союза против Франции.